# Condado de Conway
O Condado de Conway é um dos 75 condados do estado americano do Arkansas. Sua sede de condado é Morrilton. Sua população é de 20 336 habitantes.